# Європа (супутник)

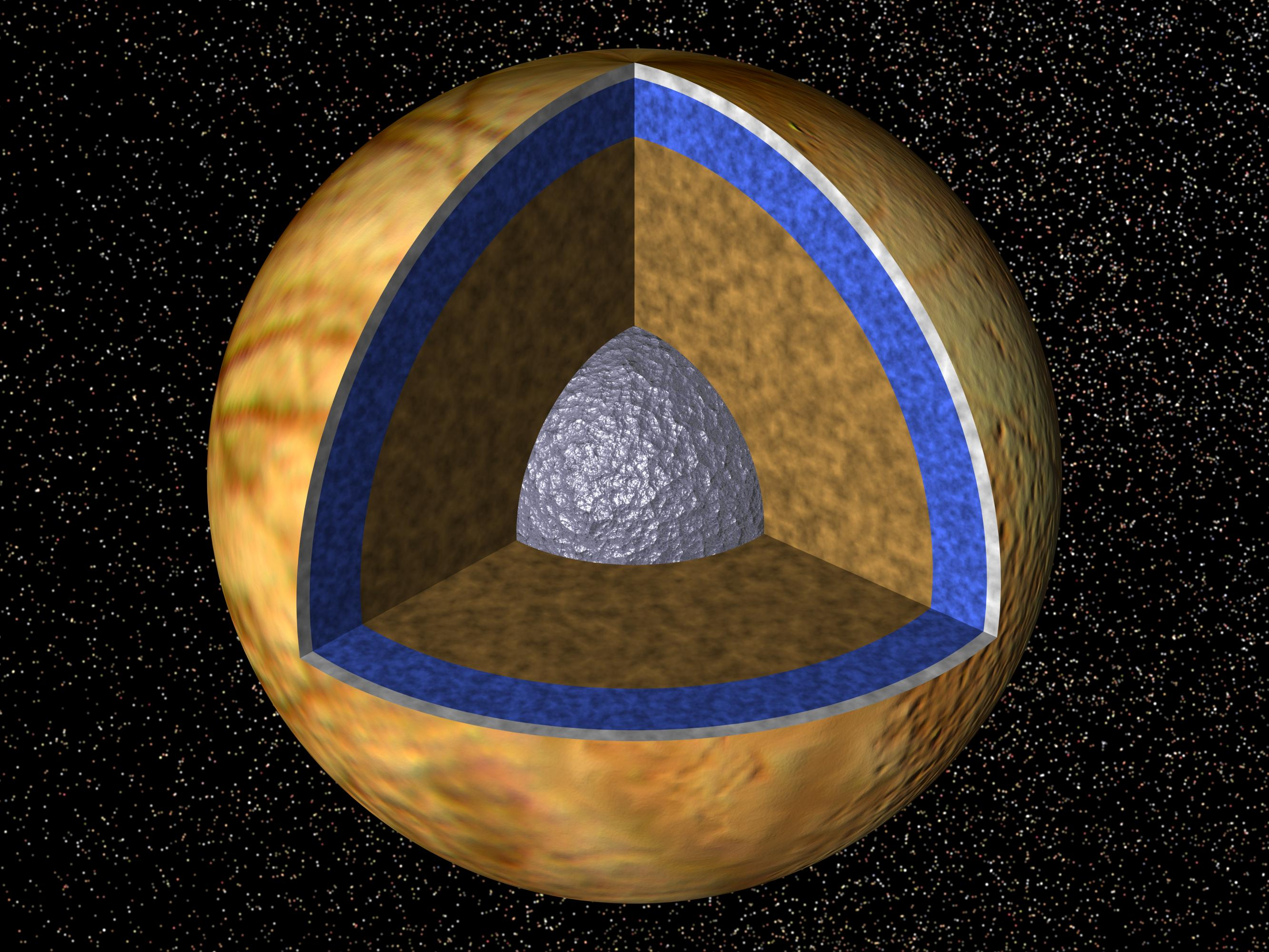
Розріз Європи (детальніше пояснення англійською в описі малюнка)

Євро́па (дав.-гр. Ευρώπη), або Юпітер II — супутник Юпітера, найменший з чотирьох галілеєвих супутників. Європа посідає шосте місце в списку найближчих до Юпітера супутників, а також шосте місце за розміром серед супутників у Сонячній Системі. Відкрита 1610 року Галілео Галілеєм та, можливо, Симоном Маріусом. Супутник було названо на честь фінікійської матері царя Міноса Критського і коханки Зевса. Протягом століть за Європою вели спостереження за допомогою телескопів, а починаючи із 1970-х років — і космічних апаратів, які пролітали поблизу.
Діаметр Європи складає 3138 км, вона трохи менша за Місяць. Європа складається з силікатних порід, має залізо-нікелеве ядро. Дуже розріджена атмосфера Європи переважно складається з кисню. Поверхня з льоду є однією з найбільш гладких у Сонячній системі, має мало кратерів, але багато світло-коричневих тріщин. Існує гіпотеза, що під гладкою поверхнею розташовується водяний океан, в якому могло б існувати життя у вигляді одноклітинних організмів та бактерієподібних істот. Ймовірно, підповерхневий океан не замерзає завдяки припливним силам, періодичні зміни яких викликають деформацію супутника і, як наслідок, нагрівання його надр. Це також є причиною ендогенної геологічної активності Європи, що нагадує тектоніку плит.
Характеристики Європи та можливість існування на ній життя призвели до цілого ряду пропозицій щодо досліджень супутника. Місія космічного апарата «Галілео», яка почалася 1989 року, надала більшу частину сучасних даних про Європу. Запуск апарата для вивчення крижаних супутників Юпітера, Jupiter Icy Moon Explorer (JUICE), відбувся 2023 року. 2024 було запущено зонд Europa Clipper, який має підтвердити або спростувати придатність Європи для життя.

## Історія дослідження

### Наземні телескопічні спостереження
Європу відкрив Галілео Галілей у січні 1610 року за допомогою винайденого ним телескопа-рефрактора з 20-кратним збільшенням. Перше спостереження супутника Галілей виконав у ніч із 7 на 8 січня 1610 року в Падуанському університеті, однак не зміг відділити Європу від іншого супутника Юпітера Іо та вважав їх єдиним об'єктом, про що зробив запис у своєму щоденнику, фрагмент якого пізніше опубліковано в Stella Gazette. Помилку Галілей виявив наступної ночі, 8 січня 1610 року (цю дату МАС і схвалив як дату відкриття Європи). Відкриття Європи та інших галілеєвих супутників Галілей анонсував у роботі Sidereus Nuncius у березні 1610 року, де назвав їх «зорями Медічі» (на честь Козімо II Медічі, 4-ого великого герцога Тосканського) і позначив римськими цифрами.

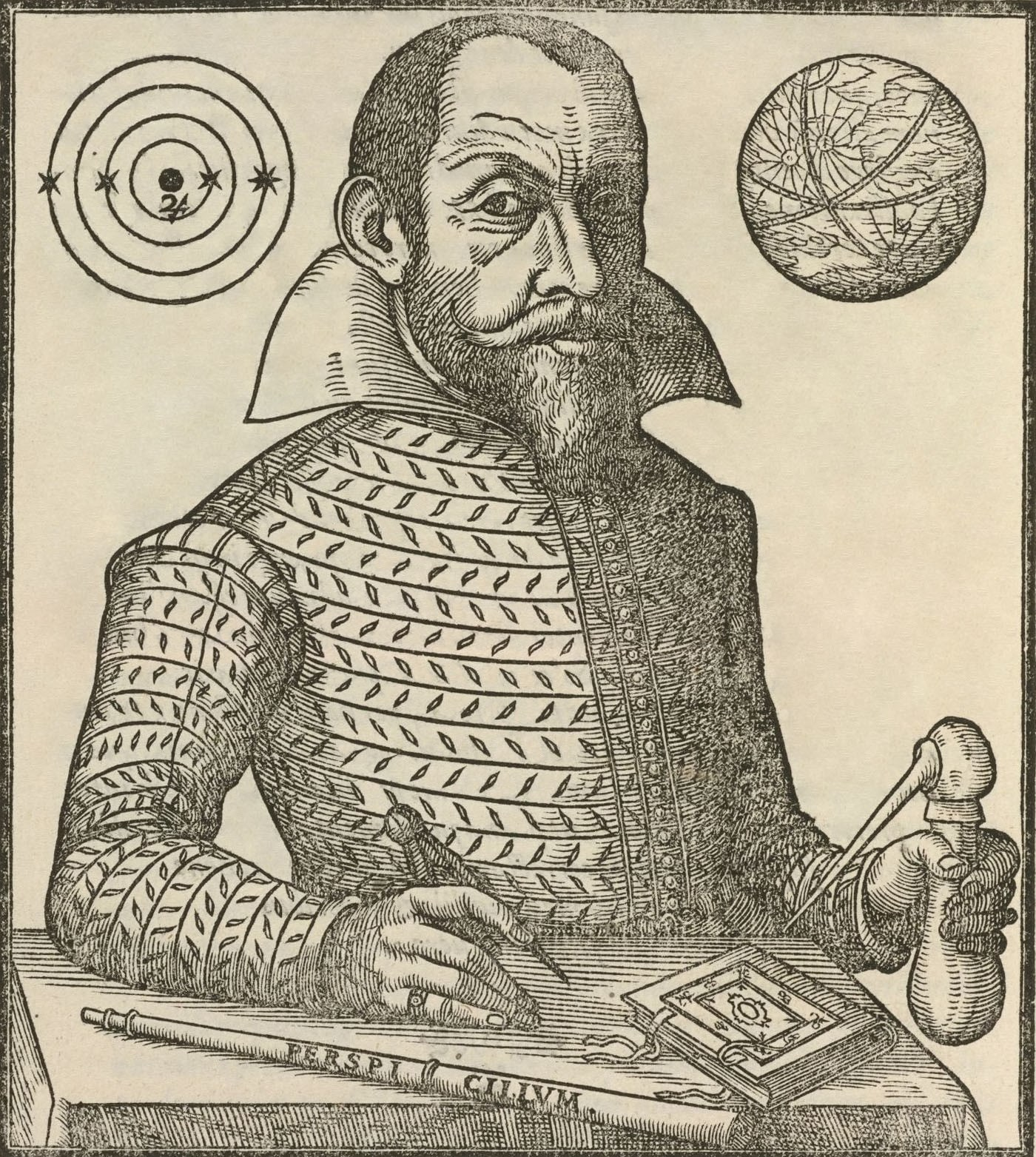
Симон Маріус

У своєму виданні Mundus Jovialis, опублікованому 1614 року, німецький астроном Симон Маріус стверджував, що спостерігав Іо та інші супутники Юпітера ще 1609 року, за тиждень до відкриття їх Галілеєм. Галілей висловив сумніви у достовірності цих тверджень і відхилив роботу Маріуса як плагіат. Перше зареєстроване спостереження Маріуса датується 29 грудня 1609 року за юліанським календарем, що відповідає 8 січня 1610 року за григоріанським календарем, яким користувався Галілей.
Назва «Європа» дана Маріусом 1614 року, а ще раніше запропонована Йоганном Кеплером. Супутник названо ім'ям Європи — персонажа давньогрецької міфології, дочки фінікійського царя Тіру та коханки Зевса (Юпітера). Довгий час назва «Європа», як і інші, запропоновані Маріусом для галілеєвих супутників, практично не використовувалася. Вона стала загальновживаною лише в середині XX століття, хоча ідею Кеплера та Маріуса називати супутники планет іменами наближених відповідного бога астрономи підтримали ще століттям раніше — після відкриття декількох супутників у Сатурна. У більшій частині ранньої астрономічної літератури ці супутники позначалися іменем планети з додаванням римської цифри (система, введена Галілеєм); зокрема, Європа була знана як Юпітер II, або як «другий супутник Юпітера». З відкриттям 1892 року Амальтеї, орбіта якої розташовується ближче до Юпітера, Європа стала третім супутником, а 1979 року космічний апарат «Вояджер» виявив ще три внутрішні супутники. Таким чином, за сучасними даними, Європа — шостий за відстанню від Юпітера його супутник, хоча за традицією її продовжують називати «Юпітер II».
У 1950-х роках було проведено спостереження, внаслідок яких науковці висунули гіпотезу про те, що поверхня Європи складається переважно з водяного льоду. Це відкриття було зроблене за допомогою інфрачервоних спектроскопічних досліджень. У 1957 році Джерард Койпер виявив водяний лід на Європі і Ганімеді.

### Вивчення космічними апаратами

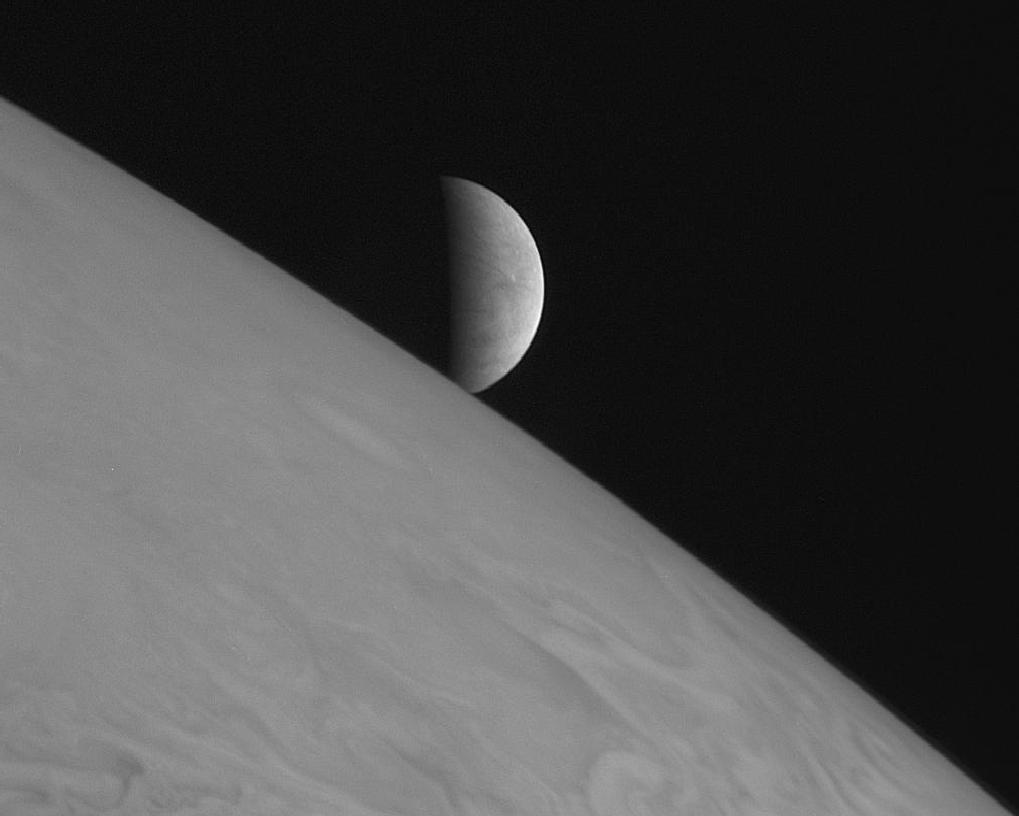
Схід Європи над Юпітером. Знімок АМС «Нові обрії», що прямувала до Плутона.

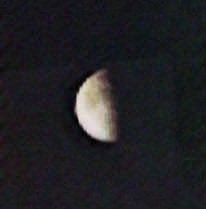
Зображення Європи, отримане «Піонером-10» 1973 року.

Перші знімки Європи з космосу зроблені станціями «Піонер-10» і «Піонер-11», які пролітали біля Юпітера у 1973 і 1974 роках відповідно. Якість цих знімків була краща від тієї, що була доступна телескопам того часу, але все ж вони були нечіткими у порівнянні з зображеннями пізніших місій.
У березні 1979 р. Європу з прольотної траєкторії вивчав «Вояджер-1» (максимальне наближення — 732 тис. км), а в липні — «Вояджер-2» (190 тис. км). Космічні апарати передали якісні знімки супутника та виконали ряд вимірювань. Саме завдяки цим матеріалам і було висунуто гіпотезу щодо існування рідкого океану Європи.
2 червня 1994 року група дослідників з Університету Джонса Гопкінса та Інституту досліджень космосу з допомогою космічного телескопа під керівництвом Дойла Халла виявила в атмосфері Європи молекулярний кисень. Це відкриття було зроблене з допомогою космічного телескопа «Габбл» з використанням спектрографа високої роздільної здатності Ґоддарда.
У 1999—2000 роках галілеєві супутники спостерігала космічна обсерваторія «Чандра», внаслідок чого було виявлено рентгенівське випромінювання Європи та Іо. Ймовірно, воно з'являється при зіткненні з їх поверхнею швидких іонів з магнітосфери Юпітера.
З грудня 1995-го по вересень 2003 р. систему Юпітера вивчав «Галілео». З 35 витків апарата навколо Юпітера 12 були присвячені вивченню Європи (максимальне зближення — 201 км). «Галілео» обстежив супутник Юпітера досить детально і його дані підтверджують наявність рідкої частини океану планети. 2003 року «Галілео» був навмисно знищений в атмосфері Юпітера, щоб у майбутньому некерований апарат не впав на Європу і не заніс на супутник земні мікроорганізми.
Космічний апарат «Нові горизонти» 2007 року, пролітаючи біля Юпітера на шляху до Плутона, зробив нові знімки поверхні Європи.
Апарат «Юнона», запущений 5  серпня 2011 року NASA, пролетів повз Європу 29 вересня 2022 року на відстані 352 км. До 2025 року апарат ще пролітатиме повз супутник.
У 2012 році Європейське космічне агентство (ESA) вибрало Jupiter Icy Moons Explorer (JUICE) як заплановану місію. Ця місія включає два обльоти Європи, але більше зосереджена на Ганімеді. 14 квітня 2023 року апарат «JUICE» був запущений, і очікується, що він досягне Юпітера в липні 2031 року після чотирьох допоміжних гравітаційних маневрів і восьми років подорожі. Через рік після досягнення Юпітера відбудеться ще два прольоти повз Європу, під час яких «JUICE» вивчатиме активні регіони, геологічні особливості, склад, океан, атмосферу та шлейфи супутника.
14 жовтня 2024 року космічне агентство NASA запустило апарат Europa Clipper. Прибуття до Європи очікується у квітні 2030 року. Основною науковою метою місії є визначення чи є на Європі місця під її поверхнею, де може існувати життя. Під час виконання місії заплановано дослідити крижаний шар Європи та визначити склад та геологію супутника. Детальне дослідження супутника допоможе краще зрозуміти астробіологічний потенціал Європи як можливого носія позаземного життя.
Станом на 2024 рік космічний телескоп «Джеймс Вебб» не виявив доказів наявності викидів гейзерів на Європі, що може свідчити про їх низьку активність на момент спостереження, вузьку локалізованість або хибність інтерпретації попередніх досліджень. Телескоп мав виконати інфрачервоне дослідження складу викидів гейзерів Європи з метою підтвердження їх водної природи.

#### Заплановані місії
В останні роки розроблено ряд перспективних проєктів вивчення Європи з допомогою космічних апаратів. Цілі цих місій були різноманітні — від дослідження хімічного складу Європи до пошуку життя в її підповерхневому океані. Кожна місія до Європи повинна бути розрахована на роботу в умовах сильної радіації (близько 540 бер випромінювання за день або 2000 Зв/рік — майже у мільйон разів більше природного фону на Землі). За добу роботи в області орбіти Європи апарат, що має алюмінієвий захист завтовшки 1 мм, отримає дозу радіації приблизно 100 тис. рад, 4 мм — 30 тис. рад, 8 мм — 15 тис. рад, 2 см — 3,5 тис. рад (для порівняння — в області орбіти Ганімеда дози у 50—100 разів нижчі).

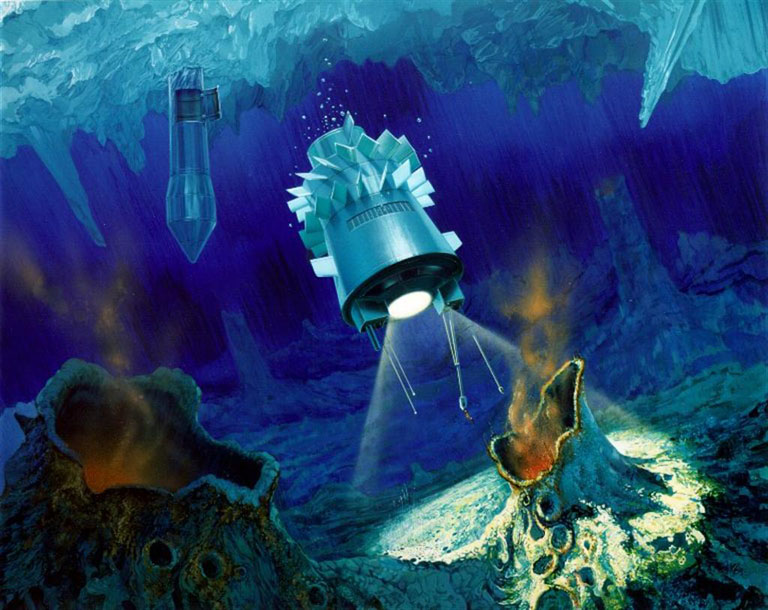
Роботи «кріобот» і «гідробот» в океані Європи (в уяві художника).

Одна з пропозицій, висунутих 2001 року, опирається на створення великого атомного зонда («кріобота»), який би плавив поверхневий лід, доки б не досягнув підповерхневого океану. Після досягнення ним води був би розгорнутий автономний підводний апарат, який би зібрав необхідні зразки та надіслав би їх назад на Землю. І «кріобот», і «гідробот» повинні були б піддатися надзвичайно ретельній стерилізації для уникнення виявлення земних організмів замість організмів Європи та перешкоджання забруднення підповерхневого океану. Ця запропонована місія ще не досягла серйозного етапу планування.
У 2011 році Planetary Science Decadal Report рекомендувало місію до Європи. У відповідь NASA спланувало місії Europa Clipper та Europa Lander. 13 січня 2014 року комітет з асигнувань Палати представників оголосив про новий двопартійний законопроєкт, який включає 80 мільйонів доларів для продовження вивчення концепції місії Europa. Бюджет NASA на 2021 фінансовий рік у зведеному законопроєкті Конгресу про витрати не містить жодних формулювань, які б передбачали фінансування посадкового модуля «Європа», як це було в попередніх законопроєктах, що робить майбутнє місії невизначеним.

#### Скасовані місії

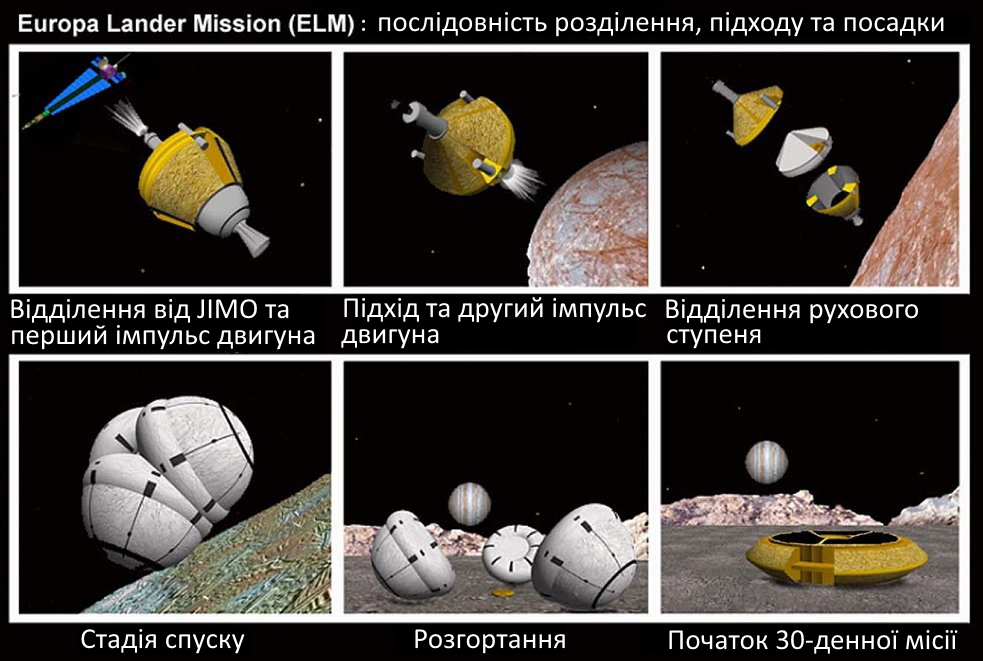
Концепція місії

Заплановані місії для вивчення Європи (пошуку рідкої води і життя) часто закінчуються скасуванням чи скороченнями бюджету.
На початку 2000-х Jupiter Europa Orbiter під керівництвом NASA та Jupiter Ganymede Orbiter під керівництвом ESA були запропоновані разом як велика стратегічна наукова місія до крижаних супутників Юпітера, назва спільної місії ─ Europa Jupiter System Mission із запланованим запуском у 2020 році. 2009 року їй було надано пріоритет над Titan Saturn System Mission. Тоді була конкуренція з боку інших пропозицій. Японія запропонувала Jupiter Magnetospheric Orbiter.
Jupiter Icy Moons Orbiter (JIMO) був частково розробленим космічним апаратом з іонними двигунами, і був скасований у 2005 році через брак коштів. Це було частиною проєкту Прометей (Prometheus). Місія Europa Lander Mission запропонувала для JIMO невеликий посадковий апарат Europa з ядерним двигуном. Він подорожував би з орбітальним апаратом, який також функціонував би як ретранслятор зв'язку із Землею.
Europa Orbiter — проєкт НАСА, мета якого полягала б у тому, щоб визначити розмір океану та його зв'язок із глибинних надр. Корисне навантаження приладів може включати радіопідсистему, лазерний висотомір, магнітометр, зонд Ленгмюра та картографічну камеру. Запуск супутника Europa Orbiter був запланований у 1999 році, але скасований у 2002 році. Цей орбітальний апарат мав спеціальний радар, що проникає крізь лід, який дозволяв йому виконувати сканування під поверхнею.
«Jovian Europa Orbiter» входив до концепції «космічного бачення» (англ. «Cosmic Vision») ЄКА з 2007 року. Іншим запропонованим варіантом був «Ice Clipper», подібний до місії «Deep Impact». Він повинен був доставити до Європи імпактор, який вріжеться в неї та створить шлейф уламків порід. Їх згодом зібрав би малий космічний апарат, що пролітав би крізь цей шлейф.
Більш амбіційні ідеї включали в себе молоткові дробарки у поєднанні з тепловими свердликами для пошуку живих організмів, які могли б бути заморожені неглибоко під поверхнею.
Інша пропозиція, висунута в 2001 році, передбачає створення великого ядерного «талого зонду» (кріобота), який би розтоплював лід, поки не досягне океану. Досягнувши води, він розгорнув би автономний підводний апарат (гідробот), який би збирав інформацію і надсилав її назад на Землю. І кріобот, і гідробот повинні будуть пройти певну форму екстремальної стерилізації, щоб запобігти виявленню земних організмів замість місцевого життя і запобігти забрудненню підводного океану. Цей запропонований підхід ще не досяг формальної стадії концептуального планування.
Спільна (НАСА, ЄКА, JAXA, Роскосмос) космічна програма «Europa Jupiter System Mission» (EJSM), схвалена у лютому 2009 року і запланована на 2020 рік, повинна була складатися з чотирьох апаратів: «Jupiter Europa Orbiter» (НАСА), «Jupiter Ganymede Orbiter» (ЄКА), «Jupiter Magnetospheric Orbiter» (JAXA) і «Jupiter Europa Lander». Однак 2011 року програма була скасована у зв'язку з виходом США та Японії з проєкту з фінансових міркувань. Після цього кожна сторона-учасник, за винятком Японії, самостійно розвивала свої проєкти.

## Фізичні характеристики

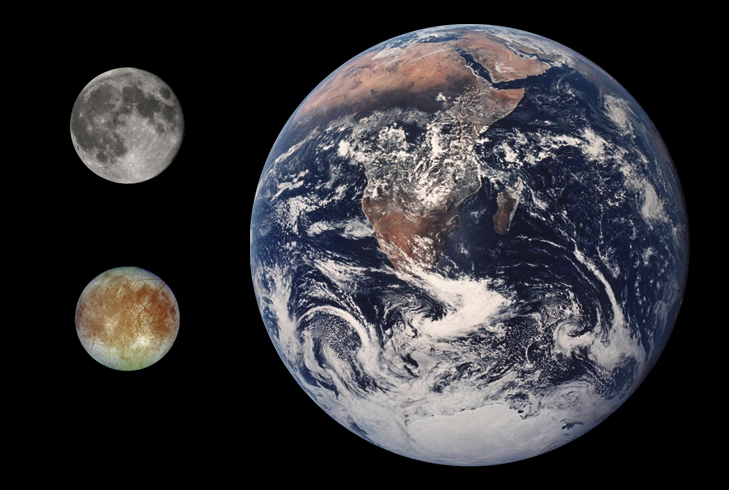
Порівняння розмірів Землі, Місяця та Європи

За розміром Європа трохи менша за Місяць. Маючи діаметр 3122 км, вона займає шосте місце за величиною серед супутників і п'ятнадцяте — серед усіх об'єктів Сонячної системи. Це найменший із галілеєвих супутників. Однак маса Європи більша, ніж у всіх відомих супутників у Сонячній системі, що поступаються їй за розмірами, разом узятих. Її середня густина — 3,013 г/см3 — вказує на те, що вона складається переважно з силікатних порід і, таким чином, схожа за складом на планети земної групи.

### Походження та еволюція
Ймовірно, Європа (як і інші галілеєві супутники) сформувалася з газопилового диска, що оточував Юпітер. Цим пояснюється те, що орбіти цих супутників близькі до колових і радіуси орбіт регулярно збільшуються. Цей диск міг сформуватися навколо протоюпітера шляхом виведення частини газу, що складав початкову масу майбутньої планети, у процесі гідродинамічного колапсу. Внутрішня частина диска була тепліша від зовнішньої, і тому внутрішні супутники містять менше води та інших летких речовин. Якщо газовий диск був достатньо гарячим, то тверді частинки з перенасиченої пари при досягненні розмірів близько 1 см могли доволі швидко осідати в середній площині диска. Потім, завдяки механізму гравітаційної нестійкості Голдрайха — Уорда, з тонкого шару сконденсованої твердої речовини в газовому диску починають утворюватися тіла розмірами в декілька кілометрів. Ймовірно, через ситуацію, подібну до картини формування планет у Сонячній туманності, формування супутників Юпітера відбулося порівняно швидко.
Оскільки Європа містить менше льоду, ніж інші великі супутники Юпітера (крім Іо), вона була сформована в епоху, коли завершилася конденсація льоду в речовину супутників. Можливі дві крайні моделі завершення конденсації льоду. У першій (аналогічній до моделі Поллака та Рейнольдса) вважається, що температура нещодавно утвореної частинки визначається балансом між енергією, яка поглинається нею від Сонця, та енергією, яка випромінюється нею в простір, і не враховується прозорість диска в ближній інфрачервоній області. У другій моделі вважається, що температура визначається конвективним перенесення енергії в межах диска, а також враховується, що диск непрозорий. Відповідно до першої моделі, конденсація льоду завершилась близько 1—2 млн років після формування Юпітера, а для другої моделі цей період становив 0,1—0,3 млн років (до уваги береться температура конденсації близько 240 К).
На початкових етапах історії Європи її температура могла перевищувати 700 К, що могло призвести до інтенсивного виділення летких речовин, які гравітація Європи не могла утримати. Подібний процес відбувається на супутнику і зараз: водень, що утворюється при радіолізі льоду, покидає Європу, а кисень затримується, утворюючи тонку атмосферу. Залежно від темпу виділення тепла в надрах, декілька десятків кілометрів кори можуть перебувати у розплавленому стані.

### Внутрішня будова Європи

Будова Європи

Європа більше схожа на планети земної групи, ніж інші «крижані супутники», і складається переважно із кам'янистих порід. Зовнішні шари супутника (товщиною ймовірно 100 км) складаються з води — частково у вигляді крижаної кори товщиною 10—30 км, а частково, мабуть, у вигляді підповерхневого рідкого океану. Глибше залягають силікатні гірські породи, а в центрі, ймовірно, розташовується невелике металеве ядро. Головна ознака наявності океану — магнітне поле Європи, виявлене «Галілео». Воно завжди направлене проти юпітеріанського, хоча останнє на різних ділянках орбіти Європи орієнтоване по різному; його створюють електричні струми, індуковані в надрах Європи магнітним полем Юпітера. Вважається, що у складі Європи є шар із дуже хорошою провідністю — найімовірніше, океан солоної води. На існування океану також вказує те, що кора Європи колись зсунулася на 80° відносно надр, що було б малоймовірним, якби вони тісно прилягали один до одного.

### Склад
Космічний апарат «Галілео» виявив, що Європа має слабкий магнітний момент, який викликаний змінами зовнішнього магнітного поля (оскільки поле Юпітера в різних частинах орбіти супутника є різним). Індукція магнітного поля Європи на її магнітному екваторі — близько 120 нТл. Це ушестеро менше, ніж у Ганімеда, і вшестеро більше, ніж у Каллісто. Згідно з розрахунками, рідкий шар на цих супутниках починається глибше і має температуру суттєво нижчу від нуля (при цьому вода залишається в рідкому стані завдяки високому тиску). Існування змінного магнітного поля потребує шару високоелектропровідного матеріалу під поверхнею супутника, що є додатковим підтвердженням великого підповерхневого океану із солоної води в рідкому стані.
Спектральний аналіз темних ліній та плям на поверхні показав наявність солей, зокрема, сульфату магнію («англійської солі»). Червонуватий відтінок дає змогу припустити наявність також сполук заліза і сірки. Ймовірно, вони містяться в океані Європи та вивергаються на поверхню через ущелини, після чого застигають. Крім того, виявлені сліди перекису водню і сильних кислот (наприклад, існує можливість того, що на супутнику є гідрат сірчаної кислоти).
Інша гіпотеза щодо кольорових ділянок полягає в тому, що вони складаються з абіотичних органічних сполук, які називаються толінами. Для того, щоб на Європі утворилися кольорові толіни, повинно бути джерело матеріалів (вуглецю, азоту та води) і джерело енергії для протікання реакцій. Передбачається, що домішки у водно-крижаній корі Європи можуть як з'являтися з надр під час кріовулканічні події, що повертають тіло на поверхню, так і накопичуватися з космосу як міжпланетний пил. Толіни мають важливе астробіологічне значення, оскільки вони можуть відігравати певну роль у пребіотичній хімії та абіогенезі.
Присутність хлориду натрію у внутрішньому океані припускали на основі особливості поглинання довжини хвилі 450 нм, характерної для опромінених кристалів NaCl, яку помітили під час спостережень телескопом Габбла областей хаосу, які, як припускають, є областями недавнього підповерхневого апвелінгу. Підземний океан Європи містить вуглець, і його спостерігали на поверхневому льоду у вигляді концентрації вуглекислого газу в Tara Regio, геологічно молодою ділянкою.

## Орбіта й обертання

Анімація, що показує орбітальний резонанс Іо з Європою та Ганімедом

## Поверхня

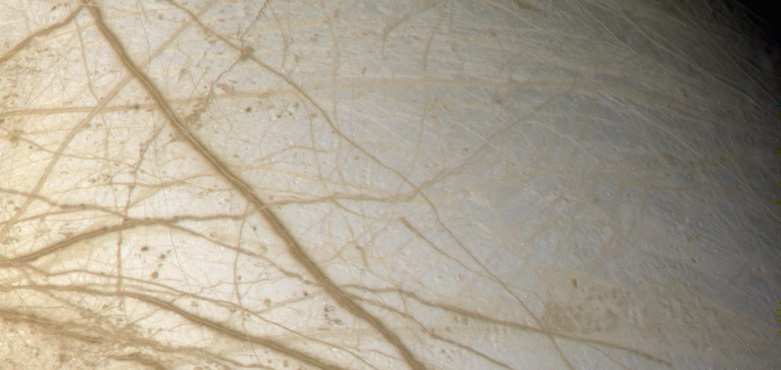
Зображення Європи, отримане «Галілео», у нейтральних тонах, на якому видно лінії

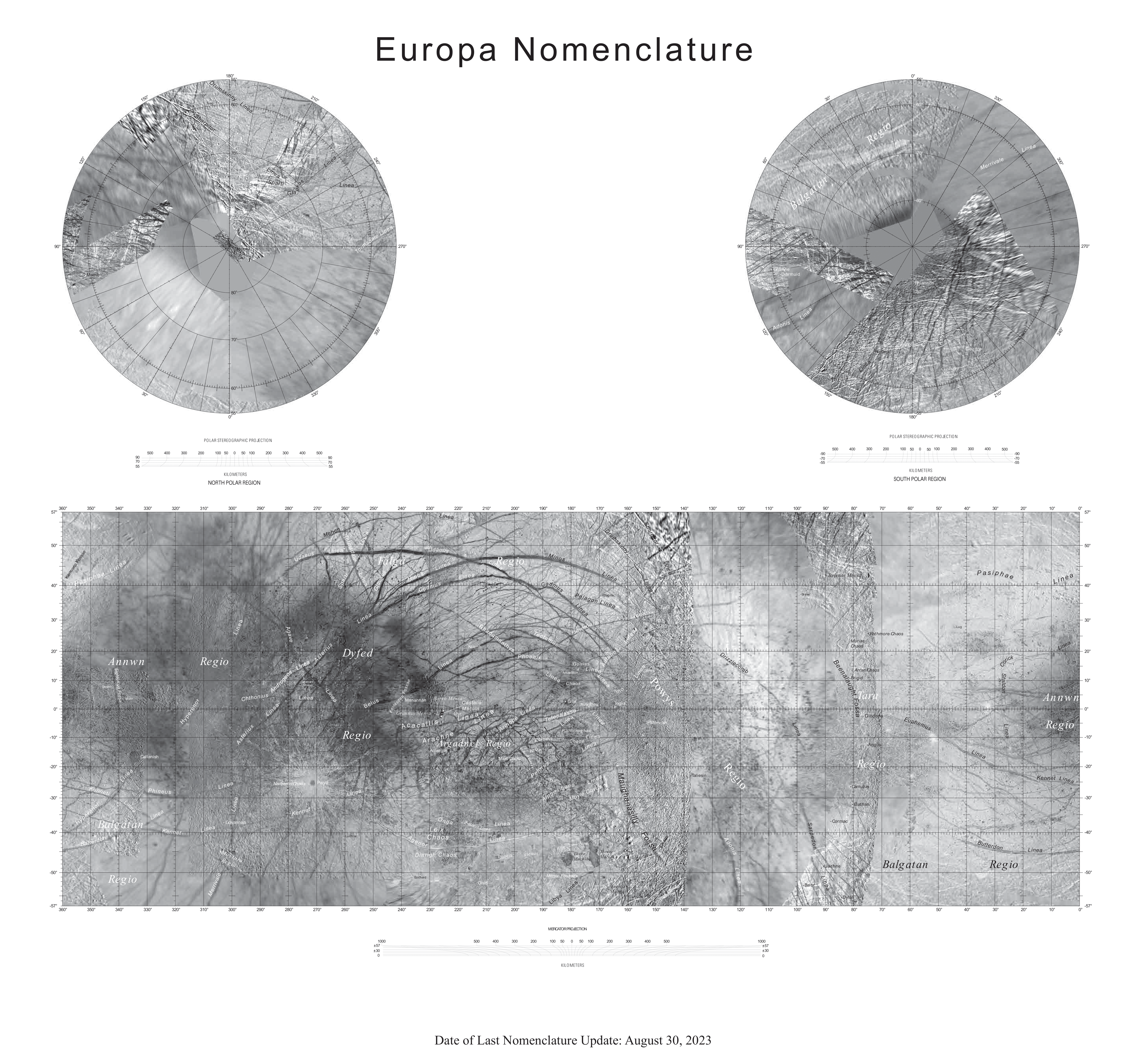
Карта Європи, складена Геологічною службою США

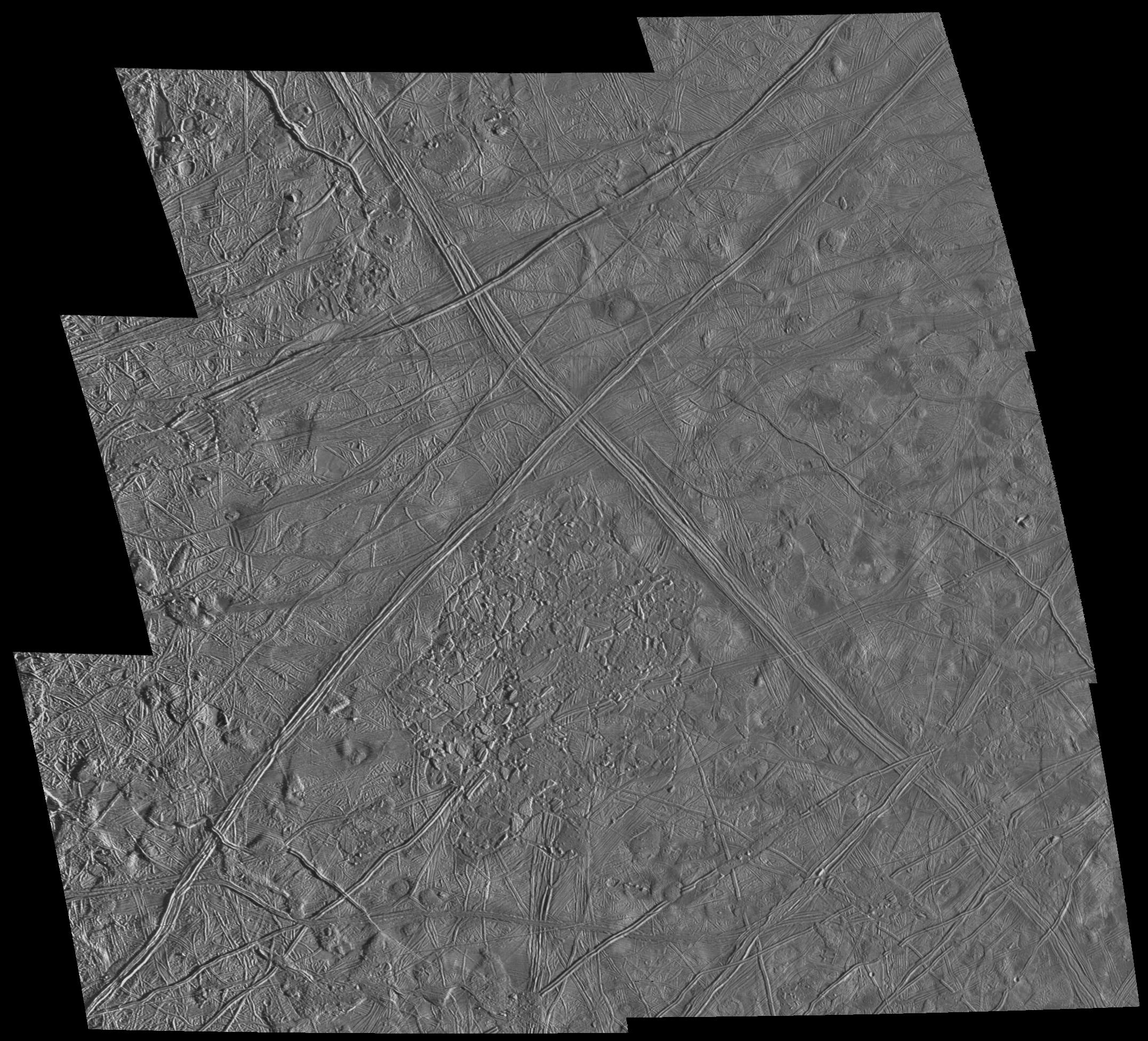
Мозаїка отриманих Галілео зображень, на якій спостерігаються риси, що свідчать про можливу геологічну активність: лінії, куполи, впадини та хаос Конемари.

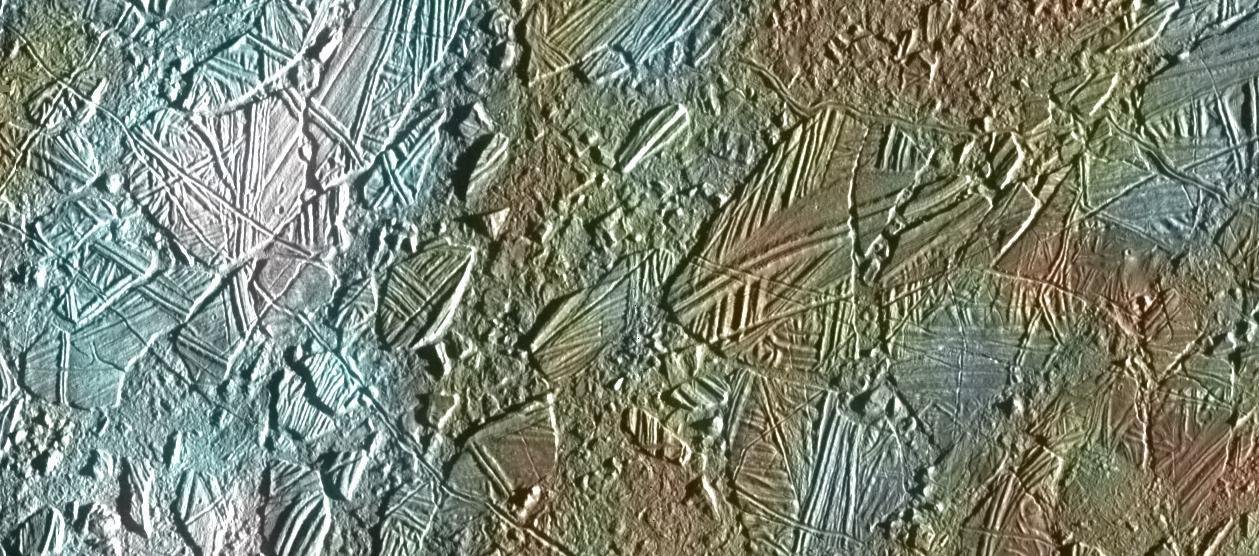
Зображення підвищеної колірності, частина Хаосу Конемари, на якому видно крижані щити до 10 км у поперечнику. Білі області — промені викидів з кратера Пуйл.

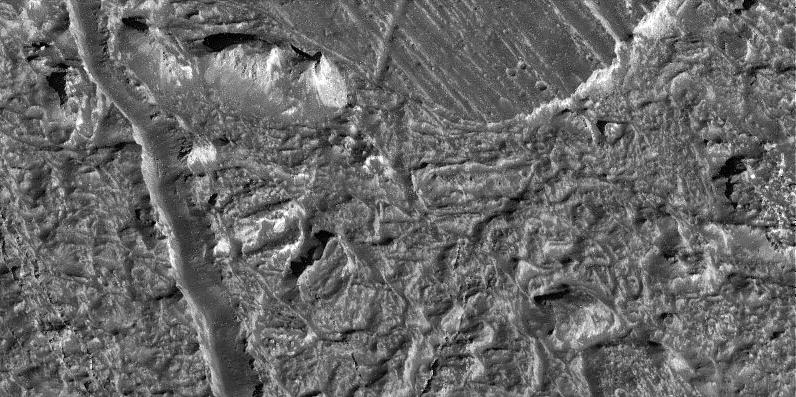
Кряжисті «гори», заввишки до 250 метрів, та гладенькі площини змішані докупи при близькому розгляді Хаосу Конемари.

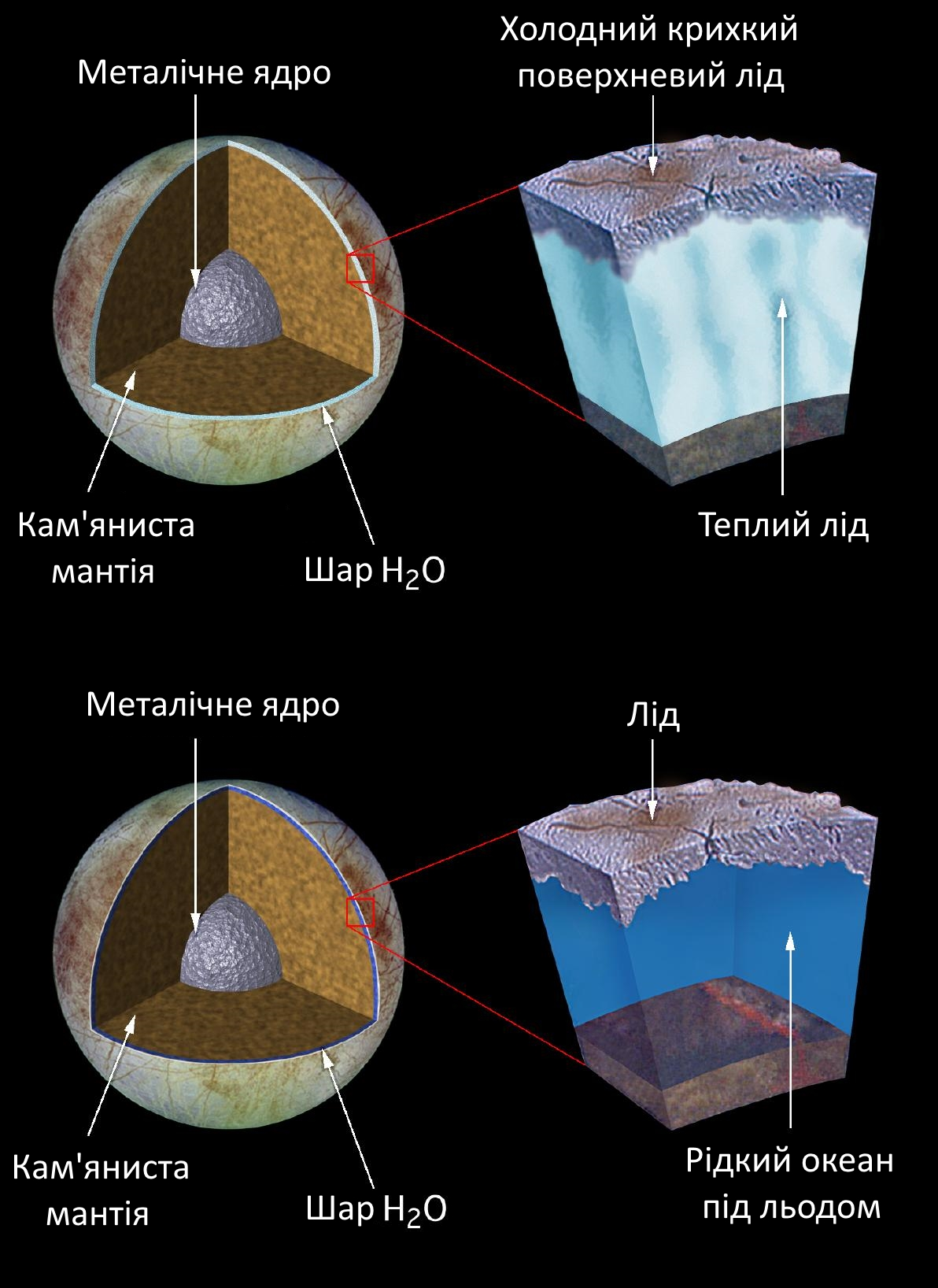
Дві можливі моделі Європи

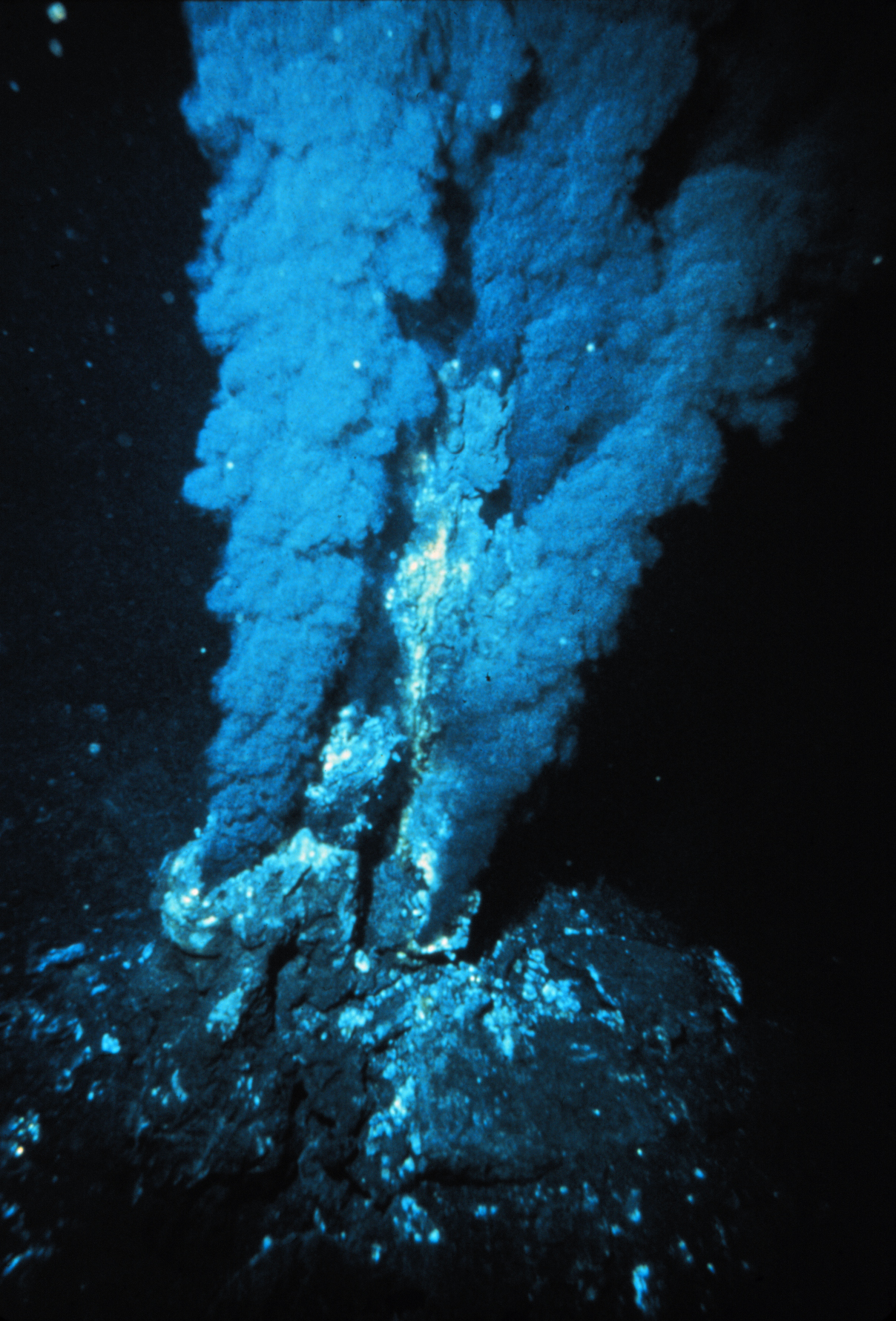
Чорний курець в Атлантичному океані. Термальні джерела, що виникають завдяки геотермальній енергії, створюють хімічно нерівноважний стан, який може постачати енергію для життя.

### Хребти

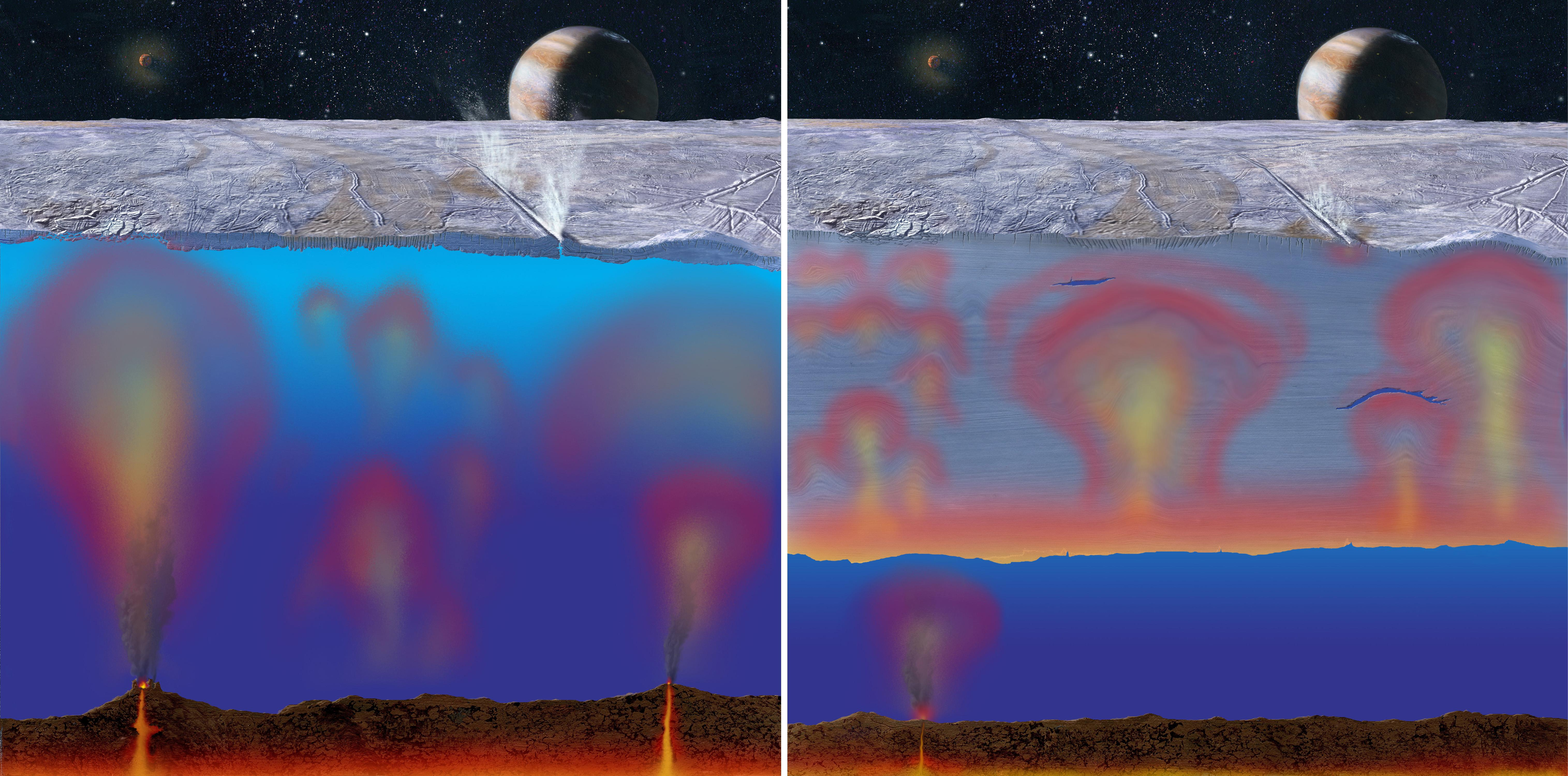
Дві моделі кріовулканізму на Європі залежно від товщини шару океану

### Підповерхневий океан

Магнітне поле Європи у полі Юпітера (вид на ведучу півкулю супутника). Червона смуга — напрямок руху «Галілео» і одночасно екватор Європи. Видно, що магнітні полюси Європи сильно відхилені від географічних (причому їхнє положення постійно змінюється залежно від напрямку зовнішнього поля)

### Шлейфи

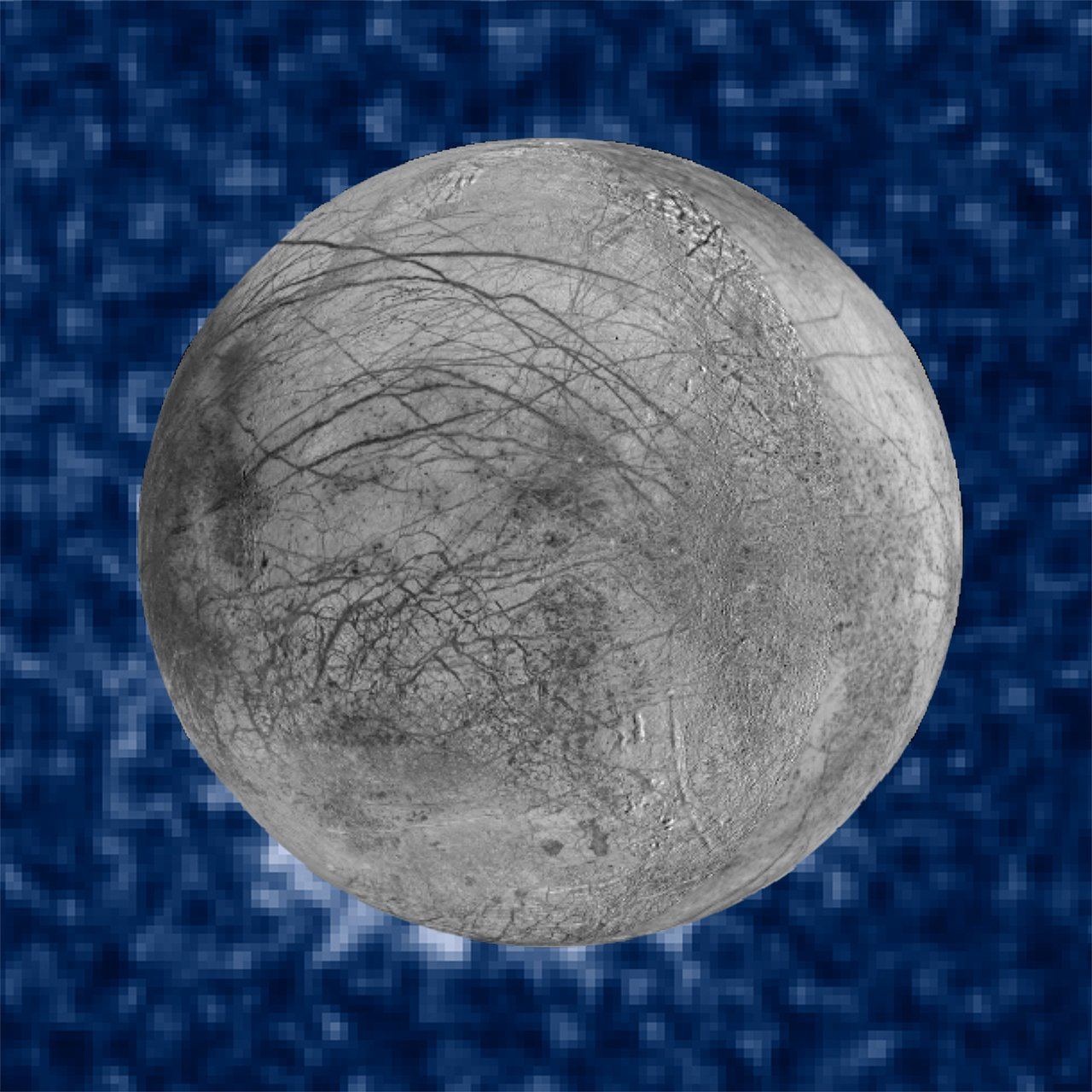
Складені фотографії ймовірних водяних шлейфів на Європі

## Атмосфера

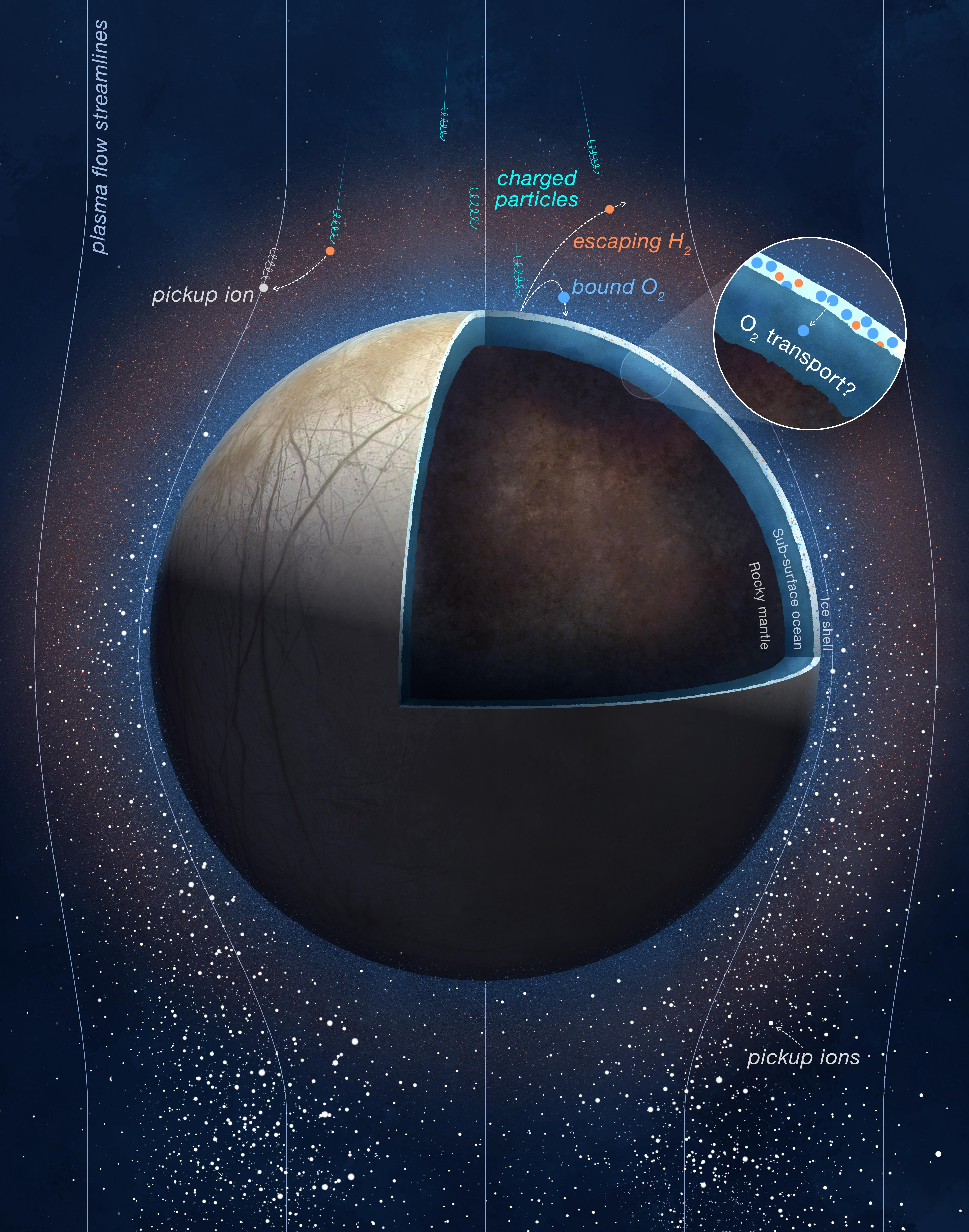
Діаграма того, як атмосфера Європи створюється бомбардуванням іонізованими частинками

## Позаземне життя

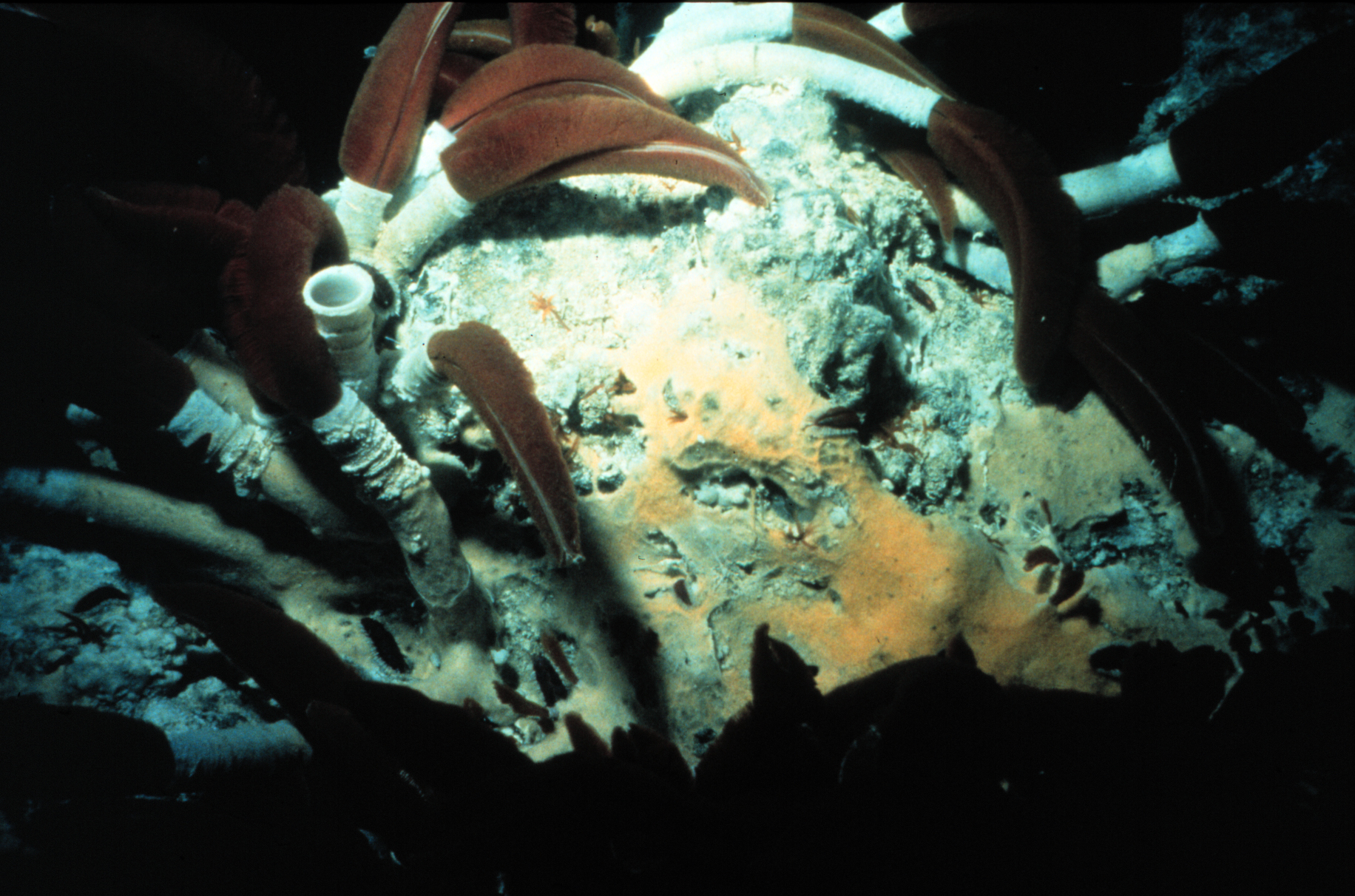
Ця колонія рифтій живе в глибоководній східній частині Тихого океану і живиться за рахунок симбіотичних бактерій, що живуть за рахунок окиснення сірководню